# Train de l'Amitié
Le Train de l'Amitié (Friendship Train) est un train d'aide alimentaire envoyé en 1947 par les États-Unis à l'Europe en signe de solidarité.

## Éléments historiques
Les wagons étaient chargés principalement de denrées alimentaires collectées auprès de la population dans les différents États américains. Contemporaine du plan Marshall, cette action est née d'une idée lancée par un journaliste de Washington, Drew Pearson. Ce fut surtout un geste symbolique envers les populations européennes éprouvées au lendemain de la Seconde Guerre mondiale. Parti de Los Angeles (Californie) le 7 novembre 1947, avec cinq wagons, le train connut dans ses diverses escales à travers les États-Unis, dont Chicago, un grand succès populaire et arriva à New York en deux rames empruntant des itinéraires différents, rassemblant à l'arrivée 700 wagons et 16 000 tonnes de vivres, médicaments et vêtements. De là, il fut embarqué pour l'Europe, non sans avoir eu les honneurs d'une parade dans les rues de la ville le 18 novembre 1947.
Les destinataires en Europe furent principalement la France et l'Italie.